# Laura Marano

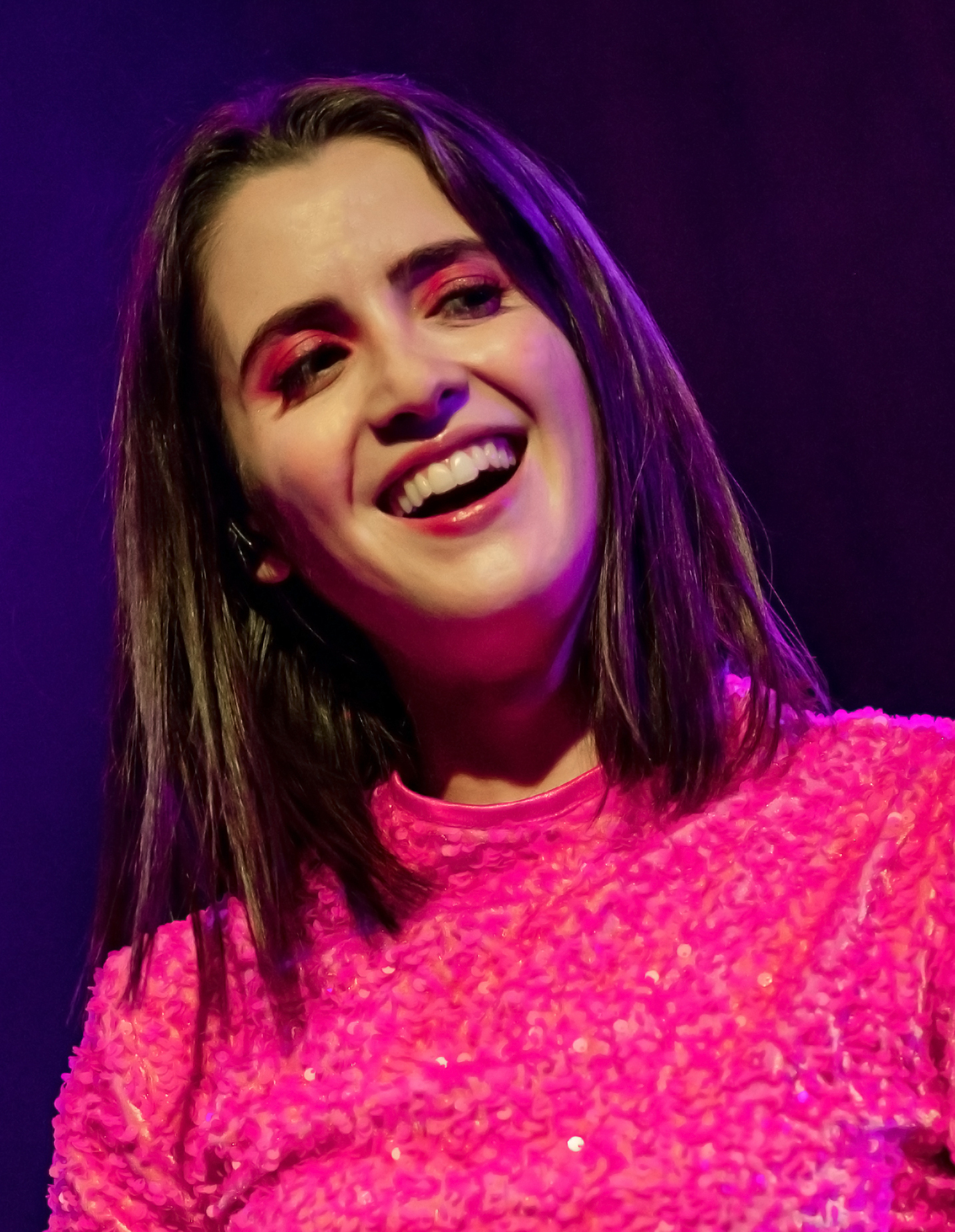
Laura Marano, 2022

Laura Marie Marano (* 29. November 1995 in Los Angeles, Kalifornien) ist eine US-amerikanische Schauspielerin und Sängerin. Sie ist die jüngere Schwester von Vanessa Marano, die ebenfalls als Schauspielerin tätig ist. Sporadisch ist Laura Marano auch als Synchronsprecherin aktiv. Von 2011 bis 2016 spielte sie die Hauptrolle in der Disney-Sitcom Austin & Ally.

## Leben
Die im Jahre 1995 in Los Angeles im US-Bundesstaat Kalifornien geborene Marano begann ihre Karriere als Schauspielerin im Alter von fünf Jahren, als ihre drei Jahre ältere Schwester Vanessa ebenfalls bereits an den Anfängen ihrer Schauspielkarriere arbeitete. Anfangs noch zusammen mit ihrer Schwester spielte sie in verschiedenen Theaterstücken am Agoura Children’s Theatre in Agoura Hills, das unter anderem von ihrer Mutter Ellen Marano, die einst selbst als Schauspielerin tätig war, geleitet wird. Durch dortige Engagements fand sie schließlich den Weg ins Fernsehen, wo sie zu Beginn ihrer Karriere noch in verschiedenen Werbespots zum Einsatz kam, ehe sie ihre erste Film- bzw. Fernsehrolle angeboten bekam. Diese hatte sie schließlich in einer wiederkehrenden Rolle in der Fernsehserie Without a Trace – Spurlos verschwunden, wo sie zusammen mit ihrer Schwester die Töchter des Hauptcharakters Special Agent John „Jack“ Michael Malone (gespielt von Anthony LaPaglia) mimten. In dieser Rolle war sie bis einschließlich 2006 in acht verschiedenen Episoden zu sehen. Des Weiteren kam sie in diesem Jahr auch noch zu einem Engagement im preisgekrönten Kinofilm Findet Nemo, wo sie zahlreiche zusätzliche Stimmen beisteuerte. 
In den Jahren danach folgten für die junge Kalifornierin vorwiegend Auftritte in Fernsehserien, obgleich sie sporadisch auch für Filmproduktionen gebucht wurde. So war sie unter anderem im Jahre 2004 in einer Episode von Die himmlische Joan und im Folgejahr in einer Folge von Medical Investigation zu sehen und stand zusätzlich noch im Jahre 2005 im Cast von The Jacket, wo sie ihr Filmdebüt gab und die junge Jackie Price (gespielt von Keira Knightley) darstellte. Zusätzlich übernahm sie auch eine Synchronrolle in der nur kurzlebigen Animationsserie Familie X – In geheimer Mission.
Im Jahre 2006 folgten einige weitere Serienauftritte in Ghost Whisperer – Stimmen aus dem Jenseits (1 Folge), Huff – Reif für die Couch (1 Folge), eine wiederkehrende Rolle in Dexter (2 Folgen) sowie ein Engagement bei Ice Age 2: Jetzt taut’s, wo sie abermals für zusätzliche Stimmen verantwortlich war. Zudem kann Laura Marano auf ein recht erfolgreiches Jahr 2007 zurückblicken, in dem sie unter anderem im Kurzfilm Goldfish und im Kinofilm Superbad eingesetzt wurde und zudem auch noch in verschiedenen Fernsehserien aktiv war. Dabei nahm sie als sie selbst an der US-amerikanischen Spielshow Are You Smarter Than a 5th Grader? teil, die in Deutschland unter dem Namen Das weiß doch jedes Kind! produziert wurde. Marano nahm dabei an der gesamten ersten Staffel (11 Folgen) teil. Des Weiteren schaffte sie es im Jahre 2007 in den Cast der Fernsehserien Back to You und The Sarah Silverman Program. Während sie in Back to You bereits nach fünf Serienauftritten abgesetzt und durch Lily Jackson ersetzt wurde, die ihre Rolle als Gracie Carr in weiteren vier Episoden innehatte, hatte sie ihre Rolle als jüngere Version von Sarah Silverman auch noch im Jahre 2010 inne, wo sie bis zu diesem Zeitpunkt in insgesamt sechs Episoden in Erscheinung trat. Obgleich sie bereits in Back to You Pech hatte und durch eine andere Schauspielerin ersetzt wurde, passierte ihr das auch im darauffolgenden Jahr bei Gary Unmarried. Dort sollte sie anfangs die Rolle der Louise Brooks übernehmen, wurde aber bereits nach dem Dreh der Pilotfolge aus dem Team geworfen und durch die jüngere Kathryn Newton ersetzt, die fortan ihre Rolle übernahm.

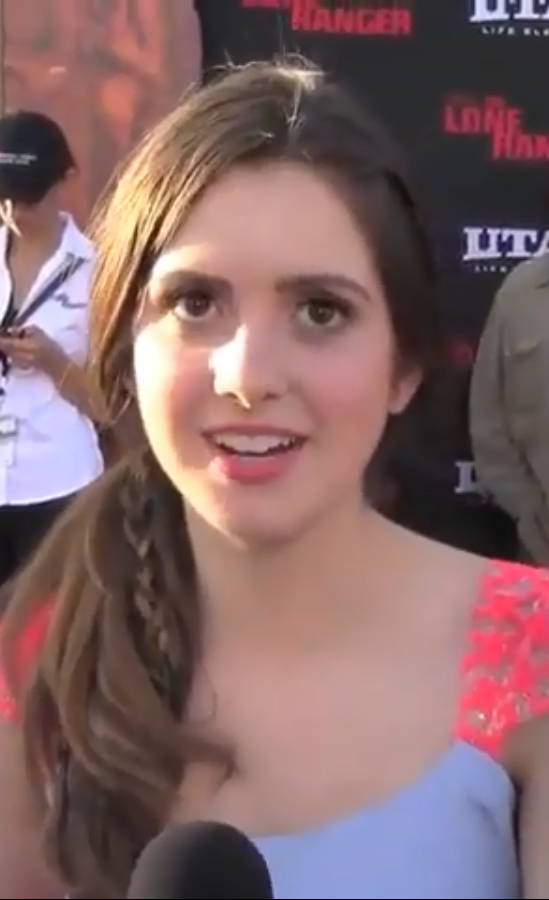
Laura Marano, 2013

In den Jahren danach konnte sie – mit Ausnahme von elf Episoden von Ni hao, Kai-lan im Jahre 2008 – nicht mehr wirklich auf ihre früheren Erfolge anschließen und kam nur mehr sporadisch zu Gastauftritten in international bekannten Fernsehserien. So konnte sie in den Jahren 2009 und 2010 auf Auftritte in den Serien Heroes (1 Folge), Little Monk (1 Folge), True Jackson (2 Folgen), FlashForward (1 Folge), Childrens Hospital (2 Folgen) und im Fernsehfilm Telepathetic zurückblicken. Nachdem sie bereits bei den Verantwortlichen von Nickelodeon in Erscheinung getreten war und dort durch ihre Rollen und Engagements überzeugen konnte, wurde sie in die Besetzung der Disney-Serie Austin & Ally geholt, die im Dezember 2011 Premiere hatte und wo sie die Hauptrolle der Ally belegt. 
Ihre deutsche Stimme in der Fernsehserie Heroes war Lydia Morgenstern, die unter anderem bereits in verschiedenen Produktionen die Stimme von Vanessa Marano übernommen hatte.
Sie spielte 2014 im Musikvideo zu "Somebody To You" von The Vamps und Demi Lovato mit. Außerdem machte sie 2014 ihren Schulabschluss an einer öffentlichen High School.
2019 spielte Laura Marano in der von Netflix produzierten romantischen Komödie The Perfect Date als Hauptdarstellerin an der Seite von Noah Centineo mit.

## Filmografie

### Filme
- 2005: The Jacket
- 2007: Goldfish (Kurzfilm)
- 2007: Superbad
- 2010: Telepathetic
- 2015: Bad Hair Day (Fernsehfilm)
- 2015: A Sort of Homecoming
- 2015: Alvin und die Chipmunks: Road Chip (Alvin and the Chipmunks: The Road Chip)
- 2016: Maman & Ich: California Dream (Mère et Fille: California Dream)
- 2017: Lady Bird
- 2019: Rettet Zoë (Saving Zoë)
- 2019: The Perfect Date
- 2019: Cinderella Story: Ein Weihnachtswunsch (A Cinderella Story: Christmas Wish)
- 2020: Immer Ärger mit Grandpa (The War with Grandpa)
- 2022: The Royal Treatment
- 2023: Choose Love

### Fernsehserien
- 2003–2006: Without a Trace – Spurlos verschwunden (Without a Trace, 8 Folgen)
- 2004: Die himmlische Joan (Joan of Arcadia, 1 Folge)
- 2005: Medical Investigation (1 Folge)
- 2006: Ghost Whisperer – Stimmen aus dem Jenseits (Ghost Whisperer, 1 Folge)
- 2006: Huff – Reif für die Couch (Huff, 1 Folge)
- 2006: Dexter (2 Folgen)
- 2007: Are You Smarter Than a 5th Grader? (11 Folgen)
- 2007–2008: Back to You (5 Folgen)
- 2007–2010: The Sarah Silverman Program. (6 Folgen)
- 2008: Gary Unmarried (Pilotfolge)
- 2009: Heroes (1 Folge)
- 2009: Little Monk (1 Folge)
- 2010: True Jackson (True Jackson, VP, 2 Folgen)
- 2010: FlashForward (1 Folge)
- 2010: Childrens Hospital (2 Folgen)
- 2011–2016: Austin & Ally (87 Folgen)
- 2012: Jessie (Folge 2x06)
- 2014: Liv und Maddie (Liv and Maddie, Folge 1x17)
- 2015: Das Leben und Riley (Girl Meets World, Folge 2x18)
- 2016: Princess Rap Battle (Folge 1x07)
- 2018: Love Daily (Folge 1x01)
- 2020: Day by Day (Folge 1x19)

### Synchronrollen
- 2003: Findet Nemo (Finding Nemo, zusätzliche Stimmen)
- 2005: Familie X – In geheimer Mission (The X's)
- 2006: Ice Age 2 – Jetzt taut’s (Ice Age 2: The Meltdown, zusätzliche Stimmen)
- 2008: Ni hao, Kai-lan (11 Folgen)
- 2014–2015: Randy Cunningham: Der Ninja aus der 9. Klasse (Randy Cunningham: 9th Grade Ninja, 4 Folgen)
- 2018: Miraculous – Geschichten von Ladybug und Cat Noir (Miraculous, les aventures de Ladybug et Chat Noir, Folge 2x15)
- 2020: Robot Chicken (Folge 10x18)